# Ребок, Фридрих
Фридрих Ребок (нем. Friedrich Rehbock; 8 января 1861, Ганновер — 15 января 1940, Дармштадт) — немецкий дирижёр и музыкальный педагог.
Учился в 1878—1882 гг. в Ганновере у Рихарда Метцдорфа (теория и клавир), затем в 1882—1884 гг. в Веймаре у Ференца Листа (клавир) и Кристофа Бернхарда Зульце (композиция). С успехом гастролировал как пианист в Нидерландах и скандинавских странах.
В 1885—1895 гг. дирижёр Немецкого земельного театра в Праге. В этот период также гастролировал в Москве и Санкт-Петербурге с операми Рихарда Вагнера. Наиболее известная пражская постановка Ребока, опера Петера Корнелиуса «Багдадский цирюльник», была также повторена в Берлине. Среди пражских учеников Ребока, в частности, Вилем Земанек.
В 1895—1905 гг. второй дирижёр Дармштадтского придворного театра. Затем в 1905—1935 гг. возглавлял в Дармштадте хор Моцартовского общества, в 1915—1935 гг. преподавал в дармштадтской Академии музыки. В 1933 г. выступил одним из организаторов местного отделения Имперской музыкальной палаты Третьего рейха, сын Ребока Эрнст (1901—1971), юрист, был её референтом.